# Yushania brevis
Yushania brevis är en gräsart som beskrevs av Tong Pei Yi. Yushania brevis ingår i släktet yushanior, och familjen gräs. Inga underarter finns listade i Catalogue of Life.